# Saturnalia Fossae
Le Saturnalia Fossae sono una struttura geologica della superficie di 4 Vesta.